# Ворен (Минесота)
Ворен (енгл. Warren) град је у америчкој савезној држави Минесота.

## Демографија
По попису из 2010. године број становника је 1.563, што је 115 (-6,9%) становника мање него 2000. године.
| Група             | 2000.         | 2010.         |
| Белци             | 1.623 (96,7%) | 1.497 (95,8%) |
| Афроамериканци    | 2 (0,1%)      | 7 (0,4%)      |
| Азијати           | 1 (0,1%)      | 5 (0,3%)      |
| Хиспаноамериканци | 44 (2,6%)     | 40 (2,6%)     |
| Укупно            | 1.678         | 1.563         |